# Comac C919
Il Comac C919 è un aereo di linea a fusoliera stretta a medio raggio, sviluppato dall'azienda cinese Comac (Commercial Aircraft Corporation of China) negli anni 2000.
Caratterizzato da un layout bimotore ad ala bassa, è il primo velivolo della sua categoria prodotto in Cina e specificatamente pensato per fornire un'alternativa in grado di competere, per caratteristiche ed ambizioni commerciali, con i velivoli delle famiglie 737 ed A320. 
Il C919 permette altresì a Comac di diventare, de facto, la prima azienda in grado di rompere il duopolio esistente a partire dagli anni Novanta nel campo dell'aviazione civile, detenuto dalla statunitense Boeing e dalla europea Airbus.
Entrato in servizio nel maggio 2023, è attualmente in fase di commercializzazione.

## Storia del progetto
La costruzione della parte frontale dell'aereo è iniziata il 2 settembre 2009.
Comac ha richiesto all'autorità dell'aviazione civile cinese il certificato di tipo per l'aeromobile il 28 ottobre 2010. La compagnia ha condotto il primo volo del C919 il 5 Maggio 2017 e stimava le prime consegne nel 2019.
Il 24 novembre 2011, Comac ha annunciato il completamento della fase per la definizione delle giunture, stabilendo così la fine del design preliminare del C919.  La compagnia ha dichiarato di voler tagliare il primo metallo per l'aeromobile nel dicembre 2011, stimando il completamento del design definitivo nel 2012.
Ha effettuato il primo volo dall'aeroporto di Pudong il 5 maggio 2017.
L'aeromobile con marche B-919A ha effettuato il primo volo commerciale sulla rotta Shanghai - Pechino, con la compagnia China Eastern Airlines, il 28 maggio 2023.

## Versioni
Del C919 è prevista la produzione in sei varianti: oltre ad una versione accorciata ed una allungata rispetto a quella base da 168 passeggeri, in classe unica, oppure 156 passeggeri, con allestimento a due classi, una versione cargo ed una versione business jet oltre ad una versione militare.

## Ordini e consegne

### Velivoli ordinati e opzioni
| Compagnia aerea                          | Ordini | Opzioni | In servizio (2024) |
| ---------------------------------------- | ------ | ------- | ------------------ |
| ABC Financial Leasing                    | 65     | 10      |                    |
| AerCap                                   | 20     | —       |                    |
| Air China                                | 100    | 15      | 3                  |
| AVIC International Leasing               | 15     | 15      |                    |
| Bank of Communications Financial Leasing | 30     | —       |                    |
| BOC Aviation                             | 20     | —       |                    |
| Brunei GallopAir                         | 15     | —       |                    |
| CCB Financial Leasing                    | 50     | —       |                    |
| CDB Leasing                              | 10     | —       |                    |
| China Aircraft Leasing Co.               | 20     | —       |                    |
| China Eastern Airlines                   | 105    | 15      | 10                 |
| China Huarong Financial Leasing          | 30     | —       |                    |
| China Southern Airlines                  | 105    | 15      | 3                  |
| Citic Financial Leasing                  | 18     | —       |                    |
| Hainan Airlines                          | 20     | —       |                    |
| Hebei Airlines                           | 20     | —       |                    |
| Huabao Leasing                           | 15     | 15      |                    |
| ICBC Financial Leasing                   | 100    | —       |                    |
| Industrial Bank                          | 20     | —       |                    |
| Joy Air                                  | 20     | —       |                    |
| Nuclear Construction Financial Leasing   | 20     | 20      |                    |
| Ping An Leasing                          | 50     | —       |                    |
| Sichuan Airlines                         | 20     | —       |                    |
| Suparna Airlines                         | 30     | —       |                    |
| SPDB Financial Leasing                   | 5      | 15      |                    |
| Tibet Airlines                           | 40     | —       |                    |
| Totale                                   | 933    | 120     | 16                 |

## Utilizzatori
Cina
- China Eastern Airlines: 10 esemplari in servizio
- Air China: 3 esemplari in servizio
- China Southern Airlines: 3 esemplari in servizio

### Velivoli comparabili
Stati Uniti
- Boeing 737

 Unione europea
- Airbus A320

 Russia
- Irkut MS-21